# دنیلو کانیوتسف
دنیلو کانیوتسف (اوکراینی: Данило Дмитрович Каневцев؛ زادهٔ ۲۶ ژوئیهٔ ۱۹۹۶) بازیکن فوتبال اهل اوکراین است.
از باشگاه‌هایی که در آن بازی کرده‌است می‌توان به باشگاه فوتبال متالیست خارکوف اشاره کرد.
وی همچنین در تیم‌های ملی فوتبال Ukraine national under-17 football team و زیر ۲۱ سال اوکراین بازی کرده‌است.